# Redkey
Redkey és una població dels Estats Units a l'estat d'Indiana. Segons el cens del 2000 tenia 1.427 habitants.

## Demografia
Segons el cens del 2000, Redkey tenia 1.427 habitants, 586 habitatges, i 400 famílies. La densitat de població era de 592,4 habitants/km².
Dels 586 habitatges en un 31,6% hi vivien nens de menys de 18 anys, en un 51,9% hi vivien parelles casades, en un 12,1% dones solteres, i en un 31,6% no eren unitats familiars. En el 27,5% dels habitatges hi vivien persones soles el 13% de les quals corresponia a persones de 65 anys o més que vivien soles. El nombre mitjà de persones vivint en cada habitatge era de 2,44 i el nombre mitjà de persones que vivien en cada família era de 2,94.
Per edats la població es repartia de la següent manera: un 26,9% tenia menys de 18 anys, un 7% entre 18 i 24, un 27,4% entre 25 i 44, un 24,5% de 45 a 60 i un 14,2% 65 anys o més.
L'edat mediana era de 36 anys. Per cada 100 dones de 18 o més anys hi havia 86,3 homes.
La renda mediana per habitatge era de 30.732 $ i la renda mediana per família de 36.042 $. Els homes tenien una renda mediana de 29.464 $ mentre que les dones 19.340 $. La renda per capita de la població era de 13.906 $. Entorn de l'11,2% de les famílies i el 14% de la població estaven per davall del llindar de pobresa.

## Poblacions més properes
El següent diagrama mostra les poblacions més properes.